# Ernst Roest

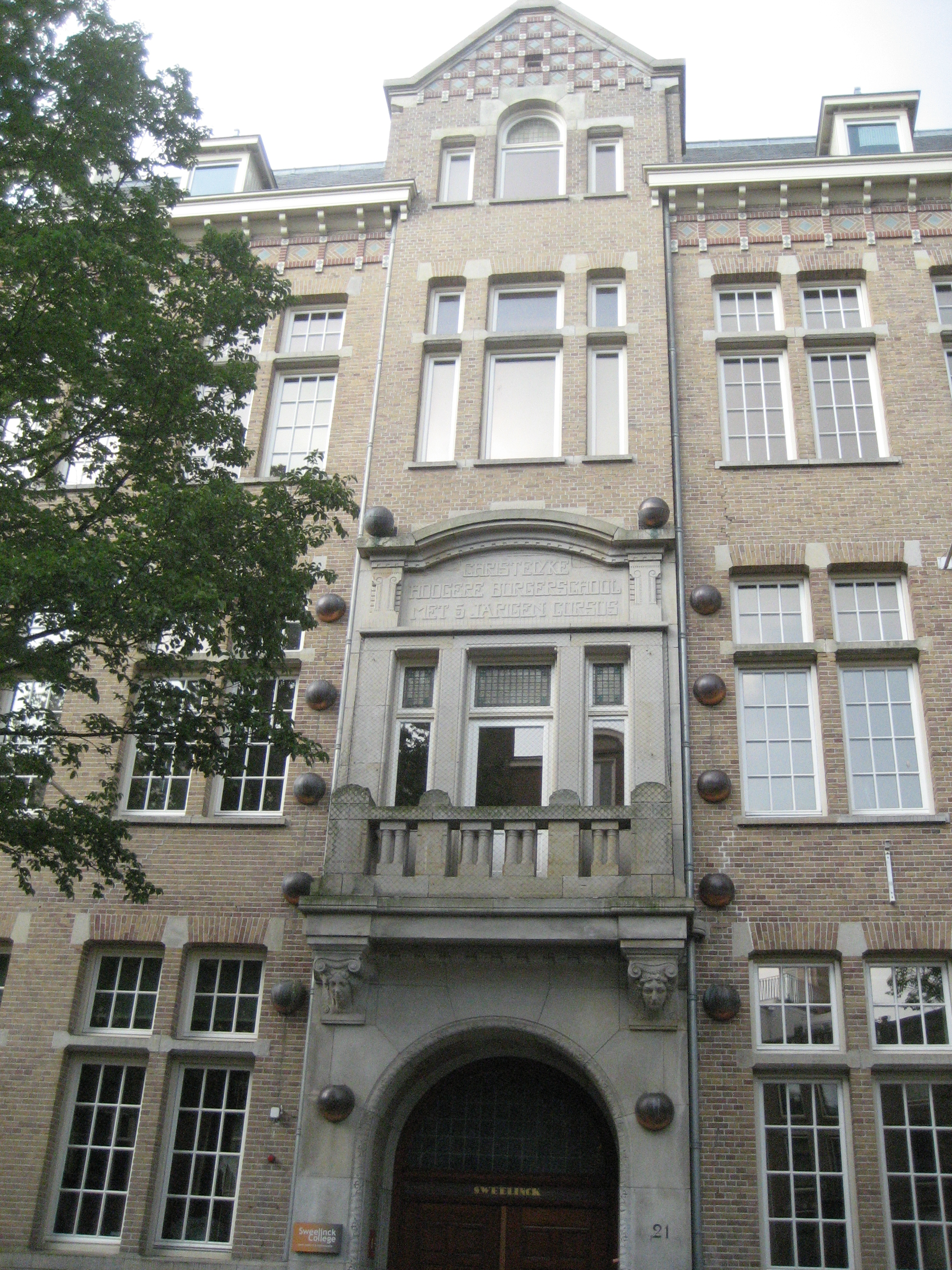
Sweelinck College, Amsterdam

Ernst Adolph Christiaan Roest (Amsterdam, 26 september 1875 – aldaar, 11 februari 1952) was een Nederlands architect.
Hij was zoon van commissionair in effecten Coenraad Benjamin Roest en Bartha Weber. Hijzelf huwde in 1900 met Maria Jacoba Vos. Hij werd begraven op De Nieuwe Ooster.
Hij kreeg zijn opleiding eerst aan de ambachtsschool en ging daarna in de leer bij Hendrik Petrus Berlage en Willem Kromhout. Hij werkte op hun kantoor uiteindelijk als opzichter/tekenaar. In 1898 vertrok hij bij genoemde architecten en begon voor zichzelf. Naast het ontwerpen van woonhuizen zijn er ook kerken en scholen van hem bekend. Hij zat als bestuurder ook in diverse schoolverenigingen (Gereformeerde Scholen, Christelijke Schoolvereniging en School met den Bijbel Sloten/Overtoom). Zijn gebouwen zijn net buiten de grachtengordel te vinden. Een flink aantal daarvan staan trouwens in het Plan Zuid, dat door Berlage werd ontworpen.
Een van de grootste gevelwanden van Roest is te vinden in de Vrolikstraat in Amsterdam-Oost. De gebouwen tussen de nummers 36 en 100 komen van zijn tekentafel. In 2017 zijn dit nog de enige stukken originele bebouwing aan deze kant van de straat, lagere en hogere huisnummers zijn reeds gesloopt en vernieuwd. Andere bekende ontwerpen van hem zijn dat van het Sweelinck College (1912) en het Hoefijzer achter het Koninklijk Concertgebouw (Jan Willem Brouwerstraat). Dat laatste gebouw wordt beschouwd als verstrakte Amsterdamse School
Roest ontwierp ook twee kerkgebouwen in Amsterdam: de gereformeerde Parkkerk aan het Vondelpark (1918) en de Bethelkerk in Amsterdam-West (1929).